# Nevé Pinjás
Nevé-Pinjás (en hebreo נווה-פנחס) es un barrio samaritano en la ciudad israelí de Jolón. Fue fundado en 1954 por la iniciativa del presidente de Israel Yitzhak Ben-Zvi, gran amigo de los samaritanos. Tiene más de 300 habitantes, casi todos son samaritanos y cuenta con 2 sinagogas samaritanas, un instituto de estudios samaritanos y un centro cultural samaritano donde se suelen celebrar las bodas, las ceremonias de circuncisión y otros acontecimientos. El barrio consiste en una sola calle, llamada Ben Amram, al nombre de Moisés (hijo de Amram), el único profeta reconocido por los samaritanos. El barrio lleva el nombre de un sacerdote (Cohen) samaritano Pinjás ben Abraham (1923-1992), anteriormente se llamaba Nevé-Marké (נווה-מרקה).

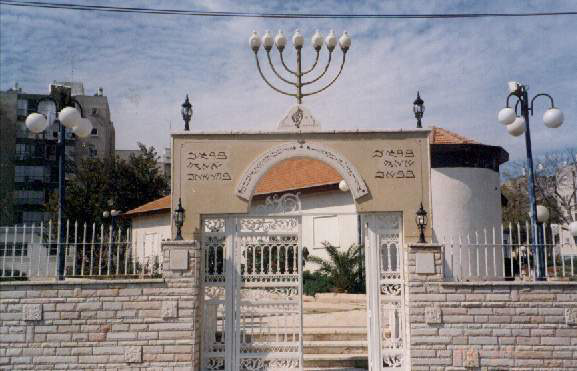
Entrada a la sinagoga samaritana en Nevé Pinjás.

## Historia
Antes de los principios del siglo XX todos los samaritanos habitaban en la ciudad de Nablús y contaban con 146 individuos (1917). En los años 20 varias familias inmigraron a Jafa, el casco antiguo de Tel Aviv, buscando trabajo, ahí conocieron a Yitzhak Ben-Zvi, futuro presidente de Israel. En 1948 58 samaritanos estaban repartidos por Tel Aviv, Jafa y Ramat Gan, no estaban organizados en una comunidad y estaban en peligro de extinción. Tras ser elegido presidente de Israel, en 8 de diciembre de 1952, Yitzhak Ben-Zvi se ocupó de los samaritanos y en 1954 les otorgó un terreno en Jolón, cerca del campo de acogida de nuevos inmigrantes del Norte de África. Al nuevo barrio samaritano se desplazaron todos los samaritanos que vivían en Tel Aviv y en Ramat Gan y también algunos de Nablús. El hecho de vivir entre los judíos contribuyó mucho al crecimiento de la comunidad, ya que muchos hombres samaritanos se casaron con mujeres judías (entonces el número de varones samaritanos era bastante superior del número de mujeres, lo que suponía un grave problema demográfico). Actualmente la mitad del pueblo samaritano reside en Neve-Pinjás, pero algunas familias samaritanas residen en barrios cercanos (Kiriat Sharet, Nevé-Arazim y Neot Yehudit), así que la mayoría de los samaritanos (720 en total) viven en Jolón. Todos los samaritanos tienen casas en su sagrado Monte Gerizim.
En los principios de los años 60 fue construida la primera sinagoga samaritana en Nevé-Pinjás. La segunda fue construida en 1998 por un samaritano llamado Shájar Yehoshúa. El municipio de Jolón se puso en contra, porque la sinagoga fue construida sin permiso, pero no la destruyeron. En 2005 se puso en marcha el proceso de construcción de nuevas casas, debido al crecimiento de la población. Tres veces al año (en Pésaj, Sucot y Shabuot) el barrio queda vacío por unos días (o por unas horas), ya que todos los samaritanos se van de peregrinación al Monte Gerizim.